# 1789 год в музыке

## События
- 26 января — Леонард-Алексис Отье, парикмахер Марии-Антуанетты, и скрипач Джованни Виотти получили от короля Людовика XVI право на постановку французских и итальянских комических опер. Так появилась труппа, назвавшая себя «Театр Месье» (фр. théâtre de Monsieur, ныне Театр Фейдо), в честь своего покровителя, Monsieur, frère du Roi, будущего короля Людовика XVIII.
- 29 января — В Эрмитажном театре состоялась премьера комической оперы «Горебогатырь Косометович» Висенте Мартин-и-Солера по либретто императрицы Екатерины II.
- 8 апреля — Вольфганг Амадей Моцарт отправляется в Берлинское путешествие.
- Август — Моцарт получает заказ от императора Иосифа II, воодушевлённого берлинским успехом «Свадьбы Фигаро», на написание оперы «Так поступают все женщины, или Школа влюблённых», которую первоначально заказали Антонио Сальери. Хотя её премьера в 1790 году прошла без особого успеха, в историю она вошла как одна из самых популярных опер мира.
- 6 октября — После того как восставшие парижане вынудили Людовика XVI и Марию-Антуанетту покинуть Версаль и переселиться во дворец Тюильри, «Театр Месье» был вынужден покинуть зал машин Тюильри. В качестве компенсации театр получил место в садах отеля Брисонне́ (фр. hôtel Briçonnet) на улице Фейдо́ с правом построить там новое помещение.
- Йозеф Гайдн знакомится с Марией Анной (Марианной) фон Генцингер[англ.], любительницей музыки, супругой Петера Леопольда фон Генцингера, личного врача князя Эстерхази, покровителя композитора. Гайдн и Марианна фон Генцингер становятся близкими друзьями. Её переписка с Гайдном сохранила личный взгляд на композитора, которого нет в других биографических источниках.[1][2]
- Адальберт Гировец прибывает в Париж, откуда вскоре бежит в Лондон из-за начавшейся революции.[3]
- Луиджи Керубини становится музыкальным директором «Театра Месье».
- Вильгельм Фридрих Эрнст Бах становится музыкальным директором при дворе прусского короля Фридриха Вильгельма II.
- Нэнси Сторас появляется в лондонском постановке оперы Джованни Паизиелло «Севильский цирюльник, или Бесполезная предосторожность».
- Моцарт в письмах Михаэлю Пухбергу, брату по масонской ложе, обещая при следующей встрече рассказать о сюжетах Антонио Сальери, «которые, однако, полностью потерпели неудачу».
- Игнац Йозеф Плейель становится капельмейстером Страсбургского кафедрального собора, первое время занимая эту должность по очереди с Францем Ксавером Рихтером.

## Классическая музыка
- Людвиг ван Бетховен — две прелюдии для органа или фортепиано на все мажорные тональности, опус 39.
- Уильям Кротч[англ.] — оратория «Пленница Иуды».
- Йозеф Гайдн — Симфония № 92 (оксфордская)[англ.].
- Михаэль Гайдн — симфонии № 40[англ.] и № 41[англ.].
- Леопольд Антон Кожелух — концерт для кларнета № 2 ми-бемоль мажор.
- Вольфганг Амадей Моцарт — оратория «Мессия[англ.]», Маленькая жига соль мажор для фортепиано[англ.], Квинтет для кларнета и струнных ля мажор, сонаты для фортепиано № 17[англ.] и № 18[англ.], первый «Прусский квартет[англ.]».

## Опера
| - Михаил Керцелли — «Пленира и Зелим». - Висенте Мартин-и-Солер — «Горебогатырь Косометович» - Жан-Батист Лемуан — «Нефте» - Стивен Сторас — «Призрачная башня» - Пауль Враницкий — «Оберон, король эльфов» - Иоганн Кристоф Фогель — «Демофон» - Николя Далейрак — «Два маленьких савойяра» - Фридрих Людвиг Эмилиус Кунцен — «Хольгер Данске» - Анджело Тарчи — «Эцио» - Пьетро Алессандро Гульельми — «Александр в Индии» - Николо Антонио Дзингарелли — «Артаксеркс» - Фердинандо Бертони — «Ниттети» - Франческо Бьянки — «Ниттети» - Антонио Сальери - «Верный пастух» - «Цифра» | - Джованни Паизиелло - «Нина, или Безумная от любви» - «Мельничиха» - «Катон в Утике» - Винченцо Федеричи - «Олимпиада» - «Клодина фон Вилла Белла» - Иоганн Фридрих Рейхардт - «Протесилай» - «Бренн» - Доменико Чимароза - «Два барона» - «Клеопатра» - Андре Гретри - «Аспазия» - «Рауль Синяя Борода» |

## Балет
- Жан Доберваль — «Тщетная предосторожность» (использовались французские народные мелодии).

## Родились
- 30 января — Джордж Огастес Кольман (англ. George Augustus Kollmann), английский композитор, сын немецкого композитора, Августа Фредерика Кристофера Кольманна[англ.] (умер в 1845).[5]
- 1 февраля — Ипполит Андрэ Жан Батист Шелар[фр.], французский скрипач и композитор, долго живший в Германии, придворный капельмейстер в Веймаре (умер в 1861).[6]
- 8 февраля — Людвиг Вильгельмович Маурер, российский скрипач, дирижёр и композитор немецкого происхождения (умер в 1878).
- 15 февраля — Фредерик Эрнст Феска, немецкий скрипач и композитор (умер в 1826).
- 24 мая — Катинка Бухвайзер[нем.], немецкая оперная певица-сопрано и актриса (умерла в 1828).
- 27 июня — Фридрих Зильхер, немецкий капельмейстер и композитор, автор кантат и гимнов, собиратель немецких народных песен (умер в 1860).
- 1 сентября — Франц Антон Адам Штокхаузен[фр.], немецкий арфист, композитор и музыкальный педагог (умер в 1868).
- 18 октября — Джованни Тадолини, итальянский композитор, дирижёр и музыкальный педагог (умер в 1872).
- 24 октября — Рамон Карнисер, испанский капельмейстер, композитор и профессор композиции, автор музыки национального гимна Чили (умер в 1855).
- 26 октября — Йозеф Майзедер, австрийский скрипач и композитор (умер в 1863).
- 28 октября — Иоганн Готлоб Шнайдер-младший, немецкий органист, композитор и музыкальный педагог (умер в 1864).
- 13 ноября — Жан Мартин де Рон[швед.], шведский предприниматель, музыкант-любитель и композитор (умер в 1817).
- 8 декабря — Джон Фосетт из Болтона (англ. John Fawcett of Bolton), английский хорист, органист и композитор (умер в 1867).[7]
- 14 декабря — Мария Шимановская, польская пианистка-виртуоз и композитор (умерла в 1831).

## Умерли
- 1 января — Кристлиб Зигмунд Биндер[нем.], немецкий клавесинист, органист и композитор (род. в 1723).
- 2 января — Франц Иосиф Леонти Мейер фон Шауэнзее[нем.], немецкий композитор (род. в 1720).[8]
- 20 января — Иоганн Кристоф Олай (нем. Johann Christoph Oley), немецкий органист и композитор (род. в 1738).[9]
- 2 февраля — Арман-Луи Куперен[фр.], французский органист и композитор из знаменитой семьи Куперенов (род. 1727).
- 10 мая — Виллем Гуммар Кеннис[нидерл.], фламандский певец, скрипач-виртуоз и композитор (род. в 1717).
- 7 июня — Вацлав Ян Копршива[чеш.] чешский композитор и органист (род. 1708).
- 14 июня — Иоганн Вильгельм Гертель[нем.], немецкий композитор (род. 1727).
- 4 июля — Клаудиу Мануэл да Кошта, бразильский поэт, дирижёр, юрист и борец за национальную независимость (род. 1729).
- 15 июля — Жак Дюфли, французский органист, клавесинист и композитор (род. 1715).
- 11 сентября — Лука Соркочевич[хорв.], хорватский композитор из Дубровника (род. 1734).
- 12 сентября — Франц Ксавер Рихтер, немецкий композитор чешского происхождения, принадлежавший к «мангеймской школе» (род. в 1709).
- 24 октября — Хоакин Мартинес де Оксинага (исп. Joaquín Martínez de Oxinagas), испанский органист и композитор (род. в 1719).[10]
- дата неизвестна — Минетта[англ.], гаитянская актриса, певица и танцовщица (род. 1767).